# A Home with a View
Pour plus de détails, voir Fiche technique et Distribution.
A Home with a View (家和萬事驚, Ga woo man si ging) est une comédie noire hongkongaise réalisée par Herman Yau et sortie en 2019 à Hong Kong. C'est une adaptation de la pièce de théâtre Family Surprise de Cheung Tat-ming (en), qui co-produit également et joue dans le film.

## Synopsis
Afin de préserver la valeur de ses actifs, le patriarche de la famille Lo (Francis Ng) dépense toutes ses économies et les pensions de retraite de son père pour acheter un appartement au milieu d'un quartier populaire, cohabitant avec son épouse névrotique (Anita Yuen), son fils au chômage (Ng Siu-hin), sa fille (Jocelyn Choi) qui traverse la puberté et son père âgé et handicapé (Cheung Tat-ming (en)). À cause d'une petite surface habitable, de voisins bruyants et d'un niveau de vie discutable, la famille Lo se dispute souvent pour la moindre chose. Heureusement, la fenêtre du salon offre une vue magnifique sur l'océan et empêche la famille de devenir folle. Cependant, un jour, cette vue sur l'océan disparaît lorsqu'un panneau d'affichage est illégalement installé sur un bâtiment voisin et la famille Lo recommence à se disputer sans arrêt. Afin de retrouver la paix au sein du ménage, elle fait tout ce qui est en son pouvoir pour retirer le panneau d'affichage et s'oppose à son propriétaire (Louis Koo).

## Fiche technique
- Titre original : 家和萬事驚
- Titre international : A Home with a View
- Réalisation : Herman Yau
- Scénario : Cheung Tat-ming (en)
- Photographie : Joe Chan et Mandy Ngai
- Montage : Azrael Chung
- Musique : Mak Chun-hung
- Production : Cheung Tat-ming (en) et Stanley Tong
- Société de production : Er Dong Pictures, Sun Entertainment Culture, Fei Fan Entertainment Production, Sil-Metropole Organisation et Er Dong Pictures (Hong Kong) Company
- Société de distribution : Bravos Pictures
- Pays d'origine :  Hong Kong
- Langue originale : cantonais
- Format : couleur
- Genre : comédie noire
- Durée : 92 minutes
- Dates de sortie :
  -  Chine : 18 janvier 2019
  -  Hong Kong : 24 janvier 2019

## Distribution

### Principale
- Francis Ng
- Louis Koo
- Anita Yuen
- Cheung Tat-ming (en)
- Lam Suet

### Participation amicale
- Anthony Wong
- Bowie Wu
- Lo Hoi-pang
- Law Kar-ying
- Lawrence Cheng
- Sam Lee

### Autres
- Elena Kong (en)
- Evergreeen Mak (en)
- Kingdom Yuen (en)
- Lam Chi-chung (en)
- Anna Ng
- Wilfred Lau
- 6-Wing (en)
- Joyce Cheng (en)
- Mak Ling-ling
- Harriet Yeung
- Tyson Chak
- Ng Siu-hin
- Jocelyn Choi
- Siupo Chan
- J. Arie
- Anderson Junior
- Angelina Lo
- Yu Chi-ming
- Strawberry Yeung
- Ricky Wong
- Celine Ma (en)
- Gill Mohindepaul Singh (en)
- Bonnie Wong
- Gladys Liu
- Mandy Yiu
- Dickson Yuen
- Maria Cordero
- Hung Ling-ling
- Yeung Tak-wing

## Production
Le tournage débute le 11 décembre 2017 à Kwun Tong où une cérémonie de bénédiction a lieu avec le réalisateur Herman Yau et les acteurs Francis Ng, Louis Koo, Anita Yuen, Cheung Tat-ming (en), Lawrence Cheng, Elena Kong (en) et Evergreen Mak (en). Le film est une adaptation de la pièce de théâtre Family Surprise écrite par Cheung, qui est également producteur et scénariste du film tout en portant un maquillage pour incarner le rôle du père de Ng. Cheung révèle  qu'il n'était initialement pas interessé à jouer le rôle et que c'était un personnage féminin à l'origine dans la pièce, mais Ng l'a persuadé de le faire,,,. La production du film se termine en février 2018.

## Sortie
Le 19 mars 2018, le film est présenté au marché international du film de Hong Kong et une première affiche et bande-annonce sont diffusées,. Sa sortie est prévue pour l'été 2018 mais est ensuite repoussée pour sortir le 24 janvier 2019,.